# Jael Ferreira
	Jael Ferreira Vieira(Várzea Grande, 30 oktober 1988) is een Braziliaans voetballer die doorgaans als aanvaller speelt. Hij verruilde Grêmio in februari 2019 voor FC Tokyo.

## Carrière
Hij begon in 2005 in de jeugd van Cuiabá. In 2006 ging hij naar de jeugd van Fluminense. In 2007 stapte hij over naar het volwassen elftal van Criciúma waarna hij in 2008 zijn transfer maakte naar Atlético Mineiro. In 2009 ging hij naar Cruzeiro. In datzelfde jaar ging hij ook naar Goiás en Bahia. In 2010 ging hij naar het Zweedse  Kalmar. Vanuit daar werd hij verhuurd aan Bahia. Associação Portuguesa de Desportos nam hem in 2011 weer over. Vanuit daar maakte hij een transfer naar Flamengo. Sport Club do Recife nam hem in 2012 over. Daarna ging hij in 2013 naar Seongnam. 2015 was het jaar voor de transfer naar São Caetano.